# Сенатский пакт 2023
Сенатский пакт 2023 (пол. Pakt senacki 2023) — неформальное соглашение на выборах в Сенат Польши, заключённое перед парламентскими выборами в 2019, и возобновлённое перед выборами в 2023. В 2019 пакт сформировали Гражданская коалиция, Польская крестьянская партия и Левые, к которым в 2023 присоединилась Польша 2050. Соглашение предполагает, что её участники не будут выставлять кандидатов друг против друга в одномандатных округах.

## История
Создание сенатского пакта связано с победой Закона и справедливости на выборах 2015 года, которые получил большинство как в Сейме, так и в Сенате, представив в верхнюю палату 61 кандидата. В преддверии следующих выборов в 2019 среди основных оппозиционных партий возникла идея заключить соглашение, заключающееся в том, чтобы выставить по одному согласованному кандидату в Сенат в каждом избирательном округе, что должно было предотвратить рассредоточение голосов и увеличить шансы оппозиции получить преимущество над правящей партией в верхней палате Национального собрания.

## Состав
| Партия | Партия                                                                                        | Идеология                                                                                 | Лидер                               | Кандидатов | Мест в Сенате |
| ------ | --------------------------------------------------------------------------------------------- | ----------------------------------------------------------------------------------------- | ----------------------------------- | ---------- | ------------- |
|        | Гражданская коалиция - Гражданская платформа - Современная - Польская инициатива - Зелёные    | консервативный либерализм, социальный либерализм, зелёный либерализм, социал-демократия   | Дональд Туск                        | 49 из 100  | 40 из 100     |
|        | Левые - Новые левые - Левые вместе - Польская социалистическая партия - Уния труда            | новые левые, социал-демократия, демократический социализм, прогрессивизм, антиклерикализм | Влодзимеж Чажастый и Роберт Бедронь | 14 из 100  | 1 из 100      |
|        | Польская коалиция - Польская народная партия - Центр для Польши - Уния европейских демократов | аграризм, либеральный консерватизм, христианская демократия                               | Владислав Косиняк-Камыш             | 21 из 100  | 4 из 100      |
|        | Польша 2050                                                                                   | третий путь, либеральный консерватизм, зелёная политика                                   | Шимон Головня                       | 8 из 100   | 1 из 100      |
|        | Да! Для Польши                                                                                | левоцентризм, регионализм, децентрализация                                                | Яцек Карновский                     | 3 из 100   | 2 из 100      |
|        | Независимые                                                                                   |                                                                                           |                                     | 2 из 100   | 2 из 100      |

## Результаты выборов
| Год  | Голоса     | % голосов | Мандаты   |
| ---- | ---------- | --------- | --------- |
| 2023 | 10 354 354 | 48,38     | 65 из 100 |